# 諏訪盛重
諏訪 盛重（すわ もりしげ）は、鎌倉時代中期の武士、北条氏得宗被官である御内人。嘉禎2年（1236年）以降に出家して蓮仏入道と号し、『吾妻鏡』においてはこちらの名前で登場することが多い。

## 生涯
北条泰時の側近として活躍し、『吾妻鏡』に頻繁にその名が見られる。嘉禎2年（1236年）に泰時の邸宅が新造されると、盛重は尾藤景綱、平盛綱らと共に御内人としてその敷地内に屋敷を構えており、泰時の信頼の篤さをうかがわせる。
得宗被官のまとめ役としての立場にあったらしく、北条時頼の使者として朝廷との折衝にあたることも多く、北条一門や安達氏といった外戚など、得宗に親しい一部の首脳陣（のちの寄合衆）のみの協議である「深秘の御沙汰」にもしばしば参加した。
『吾妻鏡』には、承久3年（1221年）の承久の乱の際、大祝「盛重」が鎌倉幕府の勝利を神に祈り、子息太郎信重を幕府軍に参加させたとある。しかし、承久の乱時の大祝の名を「盛重」とするのは『吾妻鏡』のみであり、「諏方大明神画詞」と「前田家本神氏系図」は当時の大祝を「敦信」とする。これに対し、通説では諏訪大社の大祝である敦信は、承久の乱後に盛重と改名して鎌倉に出仕し、執権北条泰時の近臣（御内人）となったと考えられてきたが、歴史学者の石井進は次の二点から大祝「盛重」と御内人諏訪盛重は別人であると論じた。一点は、承久3年（1221年）の時点で成人の息子（信重）がいるなら盛重（敦信）も当時35歳以上と推定され、以後30年も続けて叛逆者の召し捕りなど具体的な活動をしている御内人盛重とは年齢が合わない。二点目に、「大祝職位伝授書」には暦仁元年（1238年）に諏訪信重が大祝に即位したとあり、それまでは父盛重（敦信）が大祝であったことになるが、盛重は寛喜2年（1230年）には鎌倉で御内人として活動している。「諏方大明神画詞」によれば、大祝は在任中は諏訪郡内を出ることはできず、ゆえに承久の乱の際には子息信重を派遣したとあるため、大祝の盛重（敦信）が北条泰時の邸宅内に住み込んで働いていたというのは有り得ない。
また、「前田家本神氏系図」は混乱の多い諏訪氏関係史料の中では比較的信頼できるため、承久の乱時の大祝の名は「敦信」とすべきであり、「盛重」とする『吾妻鏡』は誤りと考えられる。
現在では、諏訪氏御内人家は大祝家の分家と推定されている。
御内人の盛重の『吾妻鏡』初見は寛喜2年（1230年）2月30日条で、鎌倉中で騒動が起こった際に尾藤景綱や平盛綱と共にこれを鎮定した。盛重の幕府に対する貢献は高く、同年の和賀江島が完成した際にも景綱と共に巡検を担当。天福2年（1234年）、北条経時の元服式に出席、文暦2年/嘉禎元年（1235年）、源頼朝の霊廟がある法華堂近くの湯屋からの火災の際には、湯屋と法華堂の間にある家屋を迅速に取り壊して消火活動を行い、法華堂への類焼を食い止めた。寛元4年（1246年）閏4月の宮騒動では、時頼の宿館を警護し、北条光時らの謀議を事前に阻止したことにも寄与し、同年6月には相談に訪れた三浦家村を時頼に取り次いでいる。同年12月には丹後国の年貢を持ち逃げした豊島重経の所従を捕縛した。
宝治元年（1247年）、宝治合戦直前には、すわ合戦かと全国より輻輳する武士達を時頼の代理人として鎮定し退散させ、得宗被官の統率役として抜群の勲功を挙げ、時頼から「無双の勲功」と称えられたという。鶴岡八幡宮筆頭の法印定親が泰村に連座し、隠居謹慎することを伝令した。建長3年（1251年）、幕府への謀叛を画策した了行、長久連、矢作常氏らの尋問を担当し、文応2年/弘長元年（1261年）には宝治合戦で滅んだ三浦氏の残党である三浦義村の子良賢（僧籍）を捕縛した。
宝治2年（1248年）、北条時輔が誕生すると、その乳母夫となったが、6月に指名されたあとも辞退を続け、7月に至り初めてその役割を務めている。庶子である時輔を後見しても、恩恵に浴すどころかむしろ自分の立場が危うくなるという認識が幕臣達の間に通底していたことを示唆していると網野善彦は指摘している。ただし、この時点で嫡子北条時宗はまだ誕生していないので、それほどの恐怖感が盛重にあったかどうかは疑わしい。
上記以外の事績としては、建長3年（1251年）に風伯祭の奉行を勤め、同5年（1253年）に泰時追福を祈願して山内に堂を建立したる。
朝廷の外記･中原師種の日記である『新抄』文永4年（1267年）4月27日条に「関東諏方兵衛入道去比死去云々」（「比」は「頃」の意）とあり、盛重が同月の頃に亡くなったことが窺える。8年後の建治元年（1275年）6月27日付『六条八幡宮造営注文』にも「諏方兵衛入道跡」が見られる。